# Kim Un-bae
| Kim Un-bae          | Kim Un-bae        |
| Koreanischer Name   | Koreanischer Name |
| ------------------- | ----------------- |
| Hangeul             | 金恩培            |
| Hanja               | 김은배            |
| Japanischer Name    |                   |
| Kanji               | 金恩培            |
| Rōmaji nach Hepburn | Kin Onbai         |

Kim Un-bae (* 21. August 1913 in Seoul; † 15. Februar 1980 in Incheon) war ein koreanischer Marathonläufer. In seiner aktiven Zeit war Korea kein eigenständiger Staat und stand unter japanischer Herrschaft. Er startete deshalb unter dem Namen Kin Onbai für Japan.
1931 wurde er mit seiner persönlichen Bestzeit von 2:34:58 h Japanischer Vizemeister. 1932 wurde er in 2:37:57 h erneut Vizemeister und qualifizierte sich damit für die Olympischen Spiele in Los Angeles, bei denen er in 2:37:28 h Sechster wurde.